# The Bookman (periodico)
The Bookman: A Review of Books and Life è stata una rivista letteraria pubblicata a Londra, con periodicità mensile, dal 1891 al 1934.
Di proprietà della casa editrice Hodder & Stoughton, facente capo attualmente al francese Gruppo Lagardère, The Bookman fu essenzialmente un catalogo delle pubblicazioni contemporanee contenente tuttavia anche rassegne, pubblicità e illustrazioni.
Diretta da William Robertson Nicoll, Arthur St. John Adcock e Hugh Ross Williamson, ebbe fra i collaboratori: Walter Pater, Gertrude Atherton, Guy Thorne, J. M. Barrie, Edward Thomas, W.B. Yeats, G.K. Chesterton, Arthur Ransome, M.R. James e Samuel Beckett.